# Dispensationalisme

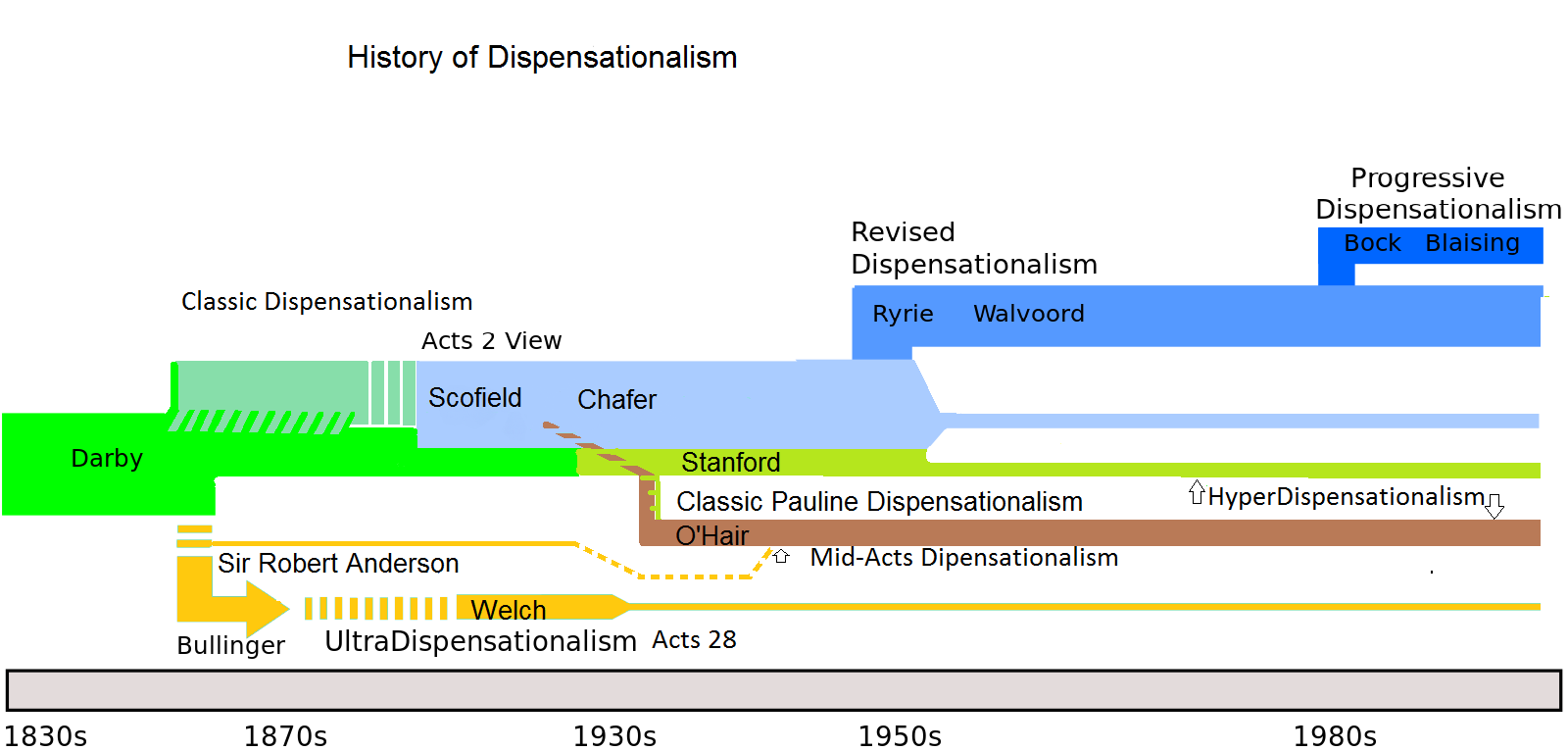
Chronologie des différents courants dispensationalistes.

Le dispensationalisme est une doctrine et un système interprétatif concernant la compréhension de l'ensemble de la Bible qui identifie plusieurs administrations de Dieu, évoluant par étapes jusqu'à l'établissement final de la souveraineté absolue de Dieu. Cette doctrine interprète le livre de l'Apocalypse non pas comme le récit d'événements passés (le prétérisme), mais comme une prédiction de l'avenir.
Le dispensationalisme a été formulé en tant que corps de doctrine par John Darby (1800-1882) et adopté par son Église, les Assemblées de Frères. Les commentaires du pasteur congrégationaliste américain Cyrus Scofield (1843-1921), largement diffusés, ont popularisé cette théologie dans les milieux évangéliques pendant que d'autres théologiens en nuançaient les principes. Plus largement, le dispensationalisme interprète l’histoire biblique en insistant sur le contexte des relations entre Dieu et l'humanité.

## Histoire
Si John Darby, qui est également connu comme traducteur de la Bible en plusieurs langues, est à l'origine de la systématisation et de la diffusion de cette doctrine, celle-ci est identifiable chez plusieurs théologiens qui ont précédé sa conceptualisation. Les chercheurs reconnaissent l'inspiration de :
1. Manuel Lacunza, jésuite et théologien espagnol, qui écrit en 1816 "Avènement du Messie dans sa gloire et sa majesté" et qui est considéré comme un inspirateur de Darby[3] ;
2. Pierre Poiret, mystique et philosophe français (1616-1719), qui avait publié "L’Économie divine", à Amsterdam en 1687. Cet ouvrage important fut ensuite traduit en anglais et publié en six volumes à Londres en 1713. Chacun des six volumes est consacré à une « économie » ou dispensation particulière ;
3. En 1699, John Edwards (en) (1637-1716), pasteur calviniste de l’Église d'Angleterre, qui avait publié deux volumes intitulés "A Complete History or Survey of All the Dispensations". Dans ces livres, son but était « de montrer toutes les transactions de la providence divine par rapport à la religion, depuis la création jusqu’à la fin du monde » ;
4. Isaac Watts (1674-1748), un théologien dont les écrits remplissent six gros volumes. Dans un essai de quarante pages intitulé "The Harmony of All the Religions which God ever Prescribed to Men and all its Dispensations towards them", il définit son concept des dispensations.

En 1840, l'année où il quitte l'Église d'Angleterre, John Darby publie L’Attente actuelle de l’Église, court ouvrage dont le titre complet est "L'Attente actuelle de l'église ou Prophéties qui l'établissent, exposées en onze soirées", à partir de conférences qu'il vient de donner à Lausanne, où il expose l'essentiel de sa théologie dispensationnaliste.
Au début du XXe siècle, le pasteur Cyrus Scofield s'inspira de la Bible Darby pour écrire les commentaires de sa Bible annotée, la  Scofield Reference Bible, qui fut publiée en 1909, révisée en 1917 et réimprimée à de multiples reprises. Plus récemment, le théologien protestant Charles Caldwell Ryrie a lui aussi publiée une Bible annotée (en 1996) et vulgarisé le dispensationalisme dans les pays anglo-saxons.
En 2009, le nombre de chrétiens adhérant au dispensationalisme, uniquement aux États-Unis, est estimé entre 5 
et 40 millions,.

## Concepts

### Révélation progressive
La révélation progressive de Dieu depuis l'époque d'Adam jusqu'à celle de Jésus-Christ amène les  dispensationalistes à opérer certaines distinctions dans la portée actuelle des différents textes de la Bible. En effet, les dispensations permettent de définir des phases assez distinctes dans la révélation divine. Cependant, d’après les dispensationalistes, ces étapes ne sont pas de simples périodes temporelles dans la révélation de l’alliance de la grâce, mais plutôt des régimes nettement distincts dans la direction divine des affaires du monde.
Le dispensationalisme se base essentiellement sur trois éléments : 
1. La reconnaissance d’une distinction entre Israël et l’Église ;
2. Le principe d’une interprétation littérale de la Bible ;
3. L’idée selon laquelle le dessein fondamental de Dieu concerne sa propre gloire (doxologie) tout autant que le salut de l’humanité (sotériologie).

### Distinction entre Israël-Nation et l’Église-Corps du Christ
Les chrétiens évangéliques s'accordent généralement à dire qu'il existe des périodes distinctes dans le plan de Dieu pour l'humanité. Les théologiens dispensationalistes ont tendance à avoir « une vision particulière des rôles et des destinées parallèles mais distinctes d'Israël et de l'Église [chrétienne] », avec une « séparation prudente […] entre ce qui est adressé à Israël et ce qui est adressé à l'Église. Ce qui est adressé à Israël est de caractère « terrestre » et doit être interprété « littéralement » »,.
Cette vision est différente de la théologie de l'alliance, qui soutient que plutôt que d'avoir des plans séparés, « Dieu a un seul peuple, un seul peuple de Dieu tout au long de l'histoire de la rédemption, appelé « Israël » sous l'Ancien Testament, et appelé « l'Église » sous le Nouveau ».

### Les 7 dispensations
On appelle « dispensation » un temps pendant lequel l’homme est éprouvé en fonction de son obéissance à une révélation spécifique de la volonté de Dieu,. Le dispensationalisme définit traditionnellement 7 grandes phases dans l'histoire de l'humanité caractérisées par un certain type de relations entre Dieu et l'Homme. Ces 7 périodes sont :
1. L'innocence : Adam et Ève avant leur chute ;
2. La conscience : L’homme devient pécheur et doit rendre des comptes à Dieu ;
3. Le gouvernement humain : À partir du déluge, Dieu donne une organisation politique à l’humanité ;
4. Le temps des Patriarches (ou la Promesse) : Abraham, Dieu promet la bénédiction à celui qui croit en lui ;
5. La Loi : Dieu fait alliance avec Israël pour son bien et la bénédiction des nations ;
6. L'Église : Dieu pardonne entièrement à celui qui croit en Jésus ;
7. Le millenium : Jésus reviendra et règnera pendant 1000 ans de paix sur la terre.

Les 7 dispensations passent à 8 si on inclut l'État éternel décrit à la fin de l'Apocalypse. Sans nier les changements, plusieurs auteurs ne les considèrent pas tous comme des ruptures. En rejetant certaines distinctions, ils retrouvent le nombre symbolique de 7 dispensations ou, plus souvent, renoncent à obtenir ce nombre:
| Dispensations                 | Section de la Bible | Section de la Bible        | Section de la Bible | Section de la Bible        | Section de la Bible | Section de la Bible              | Section de la Bible    | Section de la Bible    |
| Dispensations                 | Genèse 1–3          | Genèse 3–8                 | Genèse 9–11         | Genèse 12 – Exode 19       | Exode 20 – Actes 2  | Actes 2 – Enlèvement de l'Église | Apocalypse 20:4–6      | Apocalypse 20–22       |
| ----------------------------- | ------------------- | -------------------------- | ------------------- | -------------------------- | ------------------- | -------------------------------- | ---------------------- | ---------------------- |
| 7 ou 8 dispensations          | Innocence ou Éden   | Conscience ou Antédiluvien | Gouvernement humain | Patriarches ou la Promesse | Loi mosaïque        | Grâce ou l'Église                | Millénium              | État éternel           |
| 4 dispensations               | Patriarches         | Patriarches                | Patriarches         | Patriarches                | Loi mosaïque        | Période ecclésiastique           | Rétablissement de Sion | Rétablissement de Sion |
| 3 dispensations (minimaliste) | Loi                 | Loi                        | Loi                 | Loi                        | Loi                 | Grâce                            | Le Royaume             | Le Royaume             |

Il résulte du dispensationalisme que chaque passage de la Bible doit être placé dans son contexte et ne s’applique littéralement dans l'époque actuelle (la grâce) que s’il est confirmé par la doctrine chrétienne contenue dans les Actes des Apôtres et les épîtres.
Selon cette doctrine, le Christ reviendra à la fin des temps avec une série d'événements avant-coureurs (Enlèvement de l'Église, guerre, apparition d'un nouvel ordre politique et économique mondial, arrivée de l'Antéchrist, bataille d'Armageddon), et établira un règne de paix pendant mille ans, avant que ne vienne le jugement dernier.